# Nguriatukei Rael Kiyara
Nguriatukei Rael Kiyara, née le 4 avril 1984, est une athlète kényane.

## Carrière
Nguriatukei Rael Kiyara remporte le Marathon de Madrid en 2008, le Semi-marathon de Lille en 2014 et le Marathon de Shanghai en 2015.